# Ambasada RP w Rydze
Ambasada Rzeczypospolitej Polskiej w Rydze (łot. Polijas Republikas vēstniecība Rīgā) – polska misja dyplomatyczna w stolicy Łotwy. 

## Struktura placówki
- Referat Polityczno-Ekonomiczny
- Wydział Konsularny i Polonii
- Referat Administracyjno-Finansowy
- Attaché Obrony

## Historia

### W okresie międzywojennym
Stosunki dyplomatyczne nawiązano de facto w 1919. Za nieoficjalną datę nawiązania stosunków dyplomatycznych pomiędzy Polską a Łotwą uznaje się 27 stycznia 1921. Nota o uznaniu Republiki Łotewskiej de iure jest datowana na 31 grudnia 1920, ale została przedłożona w Ministerstwie Spraw Zagranicznych Łotwy 27 stycznia 1921. 
Pierwsza siedziba poselstwa mieściła przy ul. Elizabetes 41–43, od kwietnia 1931 w budynku z 1913 (proj. Henrihs Pirangs), który zakupił Rząd Polski przy ul. Mednieku 6b. W październiku 1939 nastąpiła ewakuacja Poselstwa do Sztokholmu, zaś nieruchomość została przekazana pod zarząd reprezentującego Rząd RP na Łotwie, Poselstwa Wielkiej Brytanii, przy którym, zgodnie z zawartym porozumieniem, do wiosny 1940 działała Polska Sekcja Konsularna (kier. Jan Szembek). W okresie okupacji niemieckiej w budynku mieściło się miejscowe dowództwo Wehrmachtu (Wehrmachtsbefehlshaber Ostland) (1941–), w okresie ZSRR przychodnia pediatryczna.
Poselstwu podlegały – Konsulat RP w Dyneburgu (1920–1939) oraz Konsulat RP w Lipawie (1919–1931).

### Współcześnie
Po odzyskaniu niepodległości przez Łotwę, relacje dyplomatyczne zostały wznowione 30 sierpnia 1991. Ambasada RP w Rydze została otwarta 12 listopada 1991. Ambasada Republiki Łotewskiej w Warszawie rozpoczęła działalność w 1993. Pierwsza siedziba placówki mieściła się przy ul. Elizabetes 2 (1996). Przywrócenie prawa własności do budynku, który zajmowało Poselstwo RP w okresie międzywojennym nastąpiło w 1992. Następnie w 1996 wpisano do ksiąg wieczystych, w 1999 podjęto prace remontowe, a uroczystego otwarcia ambasady dokonano w 2003.